# Doddapyalagurki, Chik Ballapur
Doddapyalagurki là một làng thuộc tehsil Chik Ballapur, huyện Kolar, bang Karnataka, Ấn Độ.